# Quận Nassau, Florida
Quận Nassau là một quận thuộc tiểu bang Florida, Hoa Kỳ. Quận lỵ đóng ở Fernandina Beach6. 
Dân số năm 2018 là 85832 người.

## Địa lý
Theo Cục điều tra dân số Hoa Kỳ, quận này có diện tích 1880 km2, trong đó có 200 km2 là diện tích mặt nước.